# Врховни вођа Ирана
Врховни вођа (перс. رهبر انقلاب) велики је ајатолах и шеф државе у Ирану.
Актуелни врховни вођа је Али Хамнеј (од 1989).

## Избор
Врховног вођу бира Скупштина стручњака на неодређено. Уколико стручњаци утврде да је врховни вођа постао неспособан за вршење уставних надлежности или уколико изгуби квалификације потребне за избор, Скупштина стручњака ће га разријешити.

## Надлежности
Надлежности врховног вође су:
- утврђивање опште политике Исламске Републике Иран након консултација са Савјетом цјелисходности
- надгледање над правилним спровођењем утврђене опште политике
- доношење указа за расписивање референдума
- врховно командовање Оружаним снагама
- проглашавање рата и мира и мобилизације Оружаних снага
- именовање, разрјешење и прихватање оставки од:
  - чланова Савјета чувара
  - главног судије
  - директора националне радио-телевизијске мреже
  - начелника Генералштаба Оружаних снага
  - врховног главокомандујућег Оружаних снага
  - главнокомандујућих Оружаних снага
- рјешавање размирица између три вида Оружаних снага и регулисање њихових односа
- рјешавање проблема, који не могу бити рјешени конвенционалним методама преко Савјета експедитивности
- потписивање указа о расписивању избора за предсједника Исламске Републике Иран
- разрјешавање предсједника Исламске Републике, узимајући у обзир држани интерес, након што га Врховни суд прогласи за кршење Устава или након што му Парламент изгласа неповјерење на основу члана 89 Устава
- амнестирање или помиловање осуђених, у складу са исламским критеријумима, на приједлог главног судије.

Врховни вођа може своје дужности преносити и на друга лица.